# Manuel Aguilar Bonilla
Manuel Aguilar Bonilla (San José, 17 de mayo de 1920 - 23 de julio de 2011) fue un médico costarricense, hijo póstumo de Manuel Aguilar Morúa y Teresa Bonilla, y nieto del Presidente Francisco Aguilar Barquero (1919-1920). 
Eminente médico y cirujano, y persona de gran prestigio profesional y personal, el doctor Aguilar Bonilla fue elegido en 1970 como Primer Vicepresidente de la República, cargo que ejerció hasta 1974 ad honorem. En varias oportunidades ejerció interinamente la presidencia por ausencia del Presidente José Figueres Ferrer.